# Avesa (Gard)
Avesa (en francès Avèze) és un municipi francès situat al departament del Gard i a la regió d'Occitània.